# マウリツィオ・ゲルベ・ソナス
マウリツィオ・ゲルベ・ソナズ（イタリア語: Maurizio Gerbaix de Sonnaz、1816年11月26日 - 1892年5月21日）は、イタリアのイタリア統一運動時代の軍人、政治家、愛国者である。第二次イタリア独立戦争で最初の大規模な戦闘となった「モンテベッロの戦い」を勝利に導いたことで知られる。

## 生涯

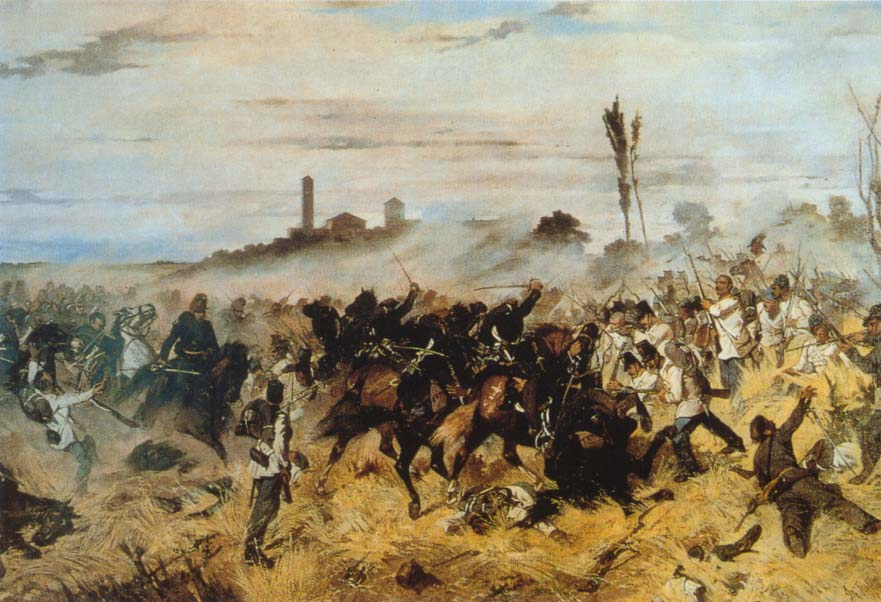
モンテベッロの戦いで決定打となったマウリツィオ・ゲルベ・ソナス率いる騎兵隊

1816年11月26日、サルデーニャ王国のトリノにおいて高貴な家に生まれる。父親はナポレオン体制下で公職に就いていながらも、家系は代々サヴォイア家に忠義を示していた。
軍人になったのちの1835年には、サルデーニャ軍のノヴァーラ第5連隊に中尉として着任。1842年にはその能力が高く評価され、連隊の指揮官に任命された。1848年、第一次イタリア独立戦争の際にはクストーツァの戦いに参戦し、その武勲を讃えられた。続くノヴァーラの戦いにも参戦した。1850年には騎兵隊のモンフェラート第13連隊の指揮官も兼任するようになり、1851年には階級は中佐へと昇進した。
1859年、第二次イタリア独立戦争が勃発したのちは、当初はフランス軍の旅団と行動を共にしていた。しかし5月19日から20日にかけては槍兵部隊のノヴァーラ第5連隊、アオスタ第6連隊および騎兵隊のモンフェラート第13連隊で構成される軽旅団を率いてモンテベッロの戦いに参戦。オーストリア帝国軍の防御を打ち破る功績をあげ、彼の率いた攻撃は同戦闘の勝敗を分ける決定的な一手となった。結果フランス・サルデーニャ連合軍は初戦に勝利を収める。そのことからモンテベッロの英雄と呼ばれ、のちにフランスからはイタリア人かつフランス軍に所属経験さえないサルデーニャ軍の兵士でありながら、レジオンドヌール勲章を授与された。
その後プロンビエールの密約に基づきサヴォイがフランスに割譲されると、ゲルべはナポレオン3世によりフランス軍に勧誘されるもそれを断っている。1860年には第1師団の指揮を任され、1861年には新生イタリア王国政府に従属せず反政府活動を展開していた山賊を複数殺害する「ポンテランドルフォとカザルドゥーニの虐殺」を起こした。当時これは新政府を脅かす勢力の撃退として称賛され、これを契機に中将のちに大将へと任命されている。
1866年には第三次イタリア独立戦争に参加するも活躍の機会はなく終戦を迎える。その後1867年にはサヴォイア軍事勲章評議会のメンバーとなり、1870年にはイタリア王国議会の上院議員として政界に進出した。軍人を引退したのちは1892年5月21日にはトリノで死亡した。